# Шоут
Шоут (англ. Showt (перс. شوط; також романізований як Showţ; також відомий як Shoţ; азерб. Şot) — місто та столиця округу провінції Шоут Західний Азербайджан, Іран. За переписом 2016 року, його населення становило 25 381 чоловік, в 7 219 сім'ях.